# Mistrzostwa Świata w Saneczkarstwie 1995
Mistrzostwa Świata w Saneczkarstwie 1995 – 28. edycja mistrzostw świata w saneczkarstwie, rozegrana w 1995 roku w norweskim Lillehammer. Rozegrane zostały cztery konkurencje: jedynki kobiet, jedynki mężczyzn, dwójki mężczyzn oraz zawody drużynowe. W tabeli medalowej najlepsze były Niemcy.

## Wyniki

### Jedynki kobiet
| Medal  | Zawodniczka          | Państwo | Czas | Strata |
| ------ | -------------------- | ------- | ---- | ------ |
| złoto  | Gabriele Kohlisch    | Niemcy  |      |        |
| srebro | Susi Erdmann         | Niemcy  |      |        |
| brąz   | Gerda Weissensteiner | Włochy  |      |        |

### Jedynki mężczyzn
| Medal  | Zawodnik       | Państwo | Czas | Strata |
| ------ | -------------- | ------- | ---- | ------ |
| złoto  | Armin Zöggeler | Włochy  |      |        |
| srebro | Georg Hackl    | Niemcy  |      |        |
| brąz   | Markus Prock   | Austria |      |        |

### Dwójki mężczyzn
| Medal  | Zawodnicy                   | Państwo           | Czas | Strata |
| ------ | --------------------------- | ----------------- | ---- | ------ |
| złoto  | Stefan Krausse/Jan Behrendt | Niemcy            |      |        |
| srebro | Chris Thorpe/Gordy Sheer    | Stany Zjednoczone |      |        |
| brąz   | Kurt Brugger/Wilfried Huber | Włochy            |      |        |

### Drużynowe
| Medal  | Zawodnicy                                                                                 | Państwo | Czas | Strata |
| ------ | ----------------------------------------------------------------------------------------- | ------- | ---- | ------ |
| złoto  | Georg Hackl/Jens Müller/Gabriele Kohlisch/Susi Erdmann/Stefan Krausse/Jan Behrendt        | Niemcy  |      |        |
| srebro | Arnold Huber/Armin Zöggeler/Natalie Obkircher/Gerda Weissensteiner/Wilfried Huber         | Włochy  |      |        |
| brąz   | Markus Kleinheinz/Markus Prock/Angelika Neuner/Doris Neuner/Tobias Schiegl/Markus Schiegl | Austria |      |        |

## Klasyfikacja medalowa
| Miejsce | Państwo           | złoto | srebro | brąz | Razem |
| ------- | ----------------- | ----- | ------ | ---- | ----- |
| 1.      | Niemcy            | 3     | 2      | 0    | 5     |
| 2.      | Włochy            | 1     | 1      | 2    | 4     |
| 3.      | Stany Zjednoczone | 0     | 1      | 0    | 1     |
| 4.      | Austria           | 0     | 0      | 2    | 2     |